# John Rigby (Schwimmer)
Arthur John Rigby (* 21. August 1942 in Brisbane; † 13. Juni 2022) war ein australischer Schwimmer.

## Werdegang
John Rigby kam bei den Olympischen Sommerspielen 1960 in Rom im Halbfinale des Staffel-Wettkampfs über 4 × 200 m Freistil zum Einsatz. Im Finale wurde er ersetzt und durfte nicht starten, während die australische Staffel die Bronzemedaille gewann.